# Apoplophora triquetra
Apoplophora triquetra är en kvalsterart som beskrevs av Wojciech Niedbała 2004. Apoplophora triquetra ingår i släktet Apoplophora och familjen Mesoplophoridae. Inga underarter finns listade i Catalogue of Life.